# Leonard Maltin's Movie and Video Guide
Il Leonard Maltin's Movie and Video Guide è stato il primo dizionario che contenesse tutti i film usciti nei cinema o direttamente in Home Video. Il dizionario prende il nome del suo creatore, Leonard Maltin, importante critico cinematografico statunitense. Le schede dei film sono raggruppate in ordine alfabetico. Inoltre tutti i film sono giudicati con un voto, che va da zero, chiamato nel dizionario “BOMB”, a quattro stelle. Il dizionario, dal 2007 al 2009 è stato pubblicato anche in Italia, con il nome “guida ai film”.